# 岩手自動車学校
株式会社岩手自動車学校（いわてじどうしゃがっこう）は、岩手県盛岡市に本社を置く岩手県公安委員会指定自動車教習所を運営する企業である。身体障がい者用教習車を完備している他、高齢者講習及び企業社員向けの安全運転講習も行っている。しかし授業は2階で行う為、車椅子の方は事実上は教習出来ない。通称「イワジ」。

## 免許の種類
- 普通自動車
- 準中型自動車
- 中型自動車
- 普通自動二輪車（冬期間=12/1〜翌年3/31は二輪技能教習・検定休止）

## 所在地
- 〒020-0825　盛岡市高崩2番5号（国道4号・国道396号沿い）